# 3754 Кетлін
3754 Кетлін (3754 Kathleen) — астероїд головного поясу, відкритий 16 березня 1931 року.
Тіссеранів параметр щодо Юпітера — 3,180.